# Marco Vinicio Bedoya
Marco Vinicio Bedoya Sánchez (Guayaquil, 14 de enero de 1960 - 1 de mayo de 1998) fue un cantante y animador de televisión ecuatoriano, considerado uno de los animadores más populares de la televisión ecuatoriana en la década de 1990.

## Biografía
Nació el 14 de enero de 1960 e inició su carrera artística en la radio Huancavilca. Llegó a la televisión como locutor en off del programa de TC Televisión, Haga negocio conmigo. En 1988 debutó como animador de televisión en La feria de la alegría de Telesistema, junto a Mimo Cava y Sonia Villar, programa que lo catapultó a la fama. Bedoya terminó sus estudios de odontología en 1991 sin dejar a un lado su carrera de animador en la televisión. Regresó a TC Televisión en 1996 y condujo los programas concurso Todos a bailar y A todo dar, y durante un tiempo condujo  Haga negocio conmigo tras la salida temporal de Polo Baquerizo por su candidatura a diputado
Estuvo casado en dos ocasiones. Durante la segunda mitad de los años 90.

### Fallecimiento
Falleció el 1 de mayo de 1998, cuando fue asesinado a tiros por un sujeto desconocido en las calles San Martín y Los Ríos de la ciudad de Guayaquil. Las sospechas de su asesinato giraron en torno a la situación sentimental que guardaba con Carolina Ramos, modelo y presentadora de televisión, pero hasta el día de hoy su caso sigue sin resolverse.